# CCNL2
Cyclin-L2 là protein ở người được mã hóa bởi gen CCNL2. Protein này nằm trong họ cyclin.

## Tên gọi khác
| Cyclin L2                                                                            | HLA-ISO |
| Protein biểu hiện tăng cường tế bào Paneth (Paneth Cell-Enhanced Expression Protein) | SB138   |
| Cyclin S                                                                             | CCNS    |
| Cyclin M                                                                             | PCEE    |
| Cyclin-L2                                                                            | CCNM    |
| HCLA-ISO                                                                             |         |
| ANIA-6B                                                                              |         |

Nguồn: genecards.org